# Italia en los Juegos Olímpicos de Río de Janeiro 2016
Italia estuvo representada en los Juegos Olímpicos de Río de Janeiro 2016 por un total de 314 deportistas que compitieron en 28 deportes. Responsable del equipo olímpico es el Comité Olímpico Nacional Italiano, así como las federaciones deportivas nacionales de cada deporte con participación.
La portadora de la bandera en la ceremonia de apertura fue la nadadora Federica Pellegrini.

## Medallistas
El equipo olímpico de Italia obtuvo las siguientes medallas:
| Nombre                                                        | Deporte           | Competición               |
| ------------------------------------------------------------- | ----------------- | ------------------------- |
| Oro                                                           |                   |                           |
| Elia Viviani                                                  | Ciclismo en pista | Omnium M                  |
| Daniele Garozzo                                               | Esgrima           | Florete ind. M            |
| Fabio Basile                                                  | Judo              | –66 kg M                  |
| Gregorio Paltrinieri                                          | Natación          | 1500 m libre M            |
| Niccolò Campriani                                             | Tiro              | Rifle 10 m M              |
| Niccolò Campriani                                             | Tiro              | Rifle 3 posiciones 50 m M |
| Gabriele Rossetti                                             | Tiro              | Skeet M                   |
| Diana Bacosi                                                  | Tiro              | Skeet F                   |
| Plata                                                         |                   |                           |
| Rossella Fiamingo                                             | Esgrima           | Espada ind. F             |
| Elisa Di Francisca                                            | Esgrima           | Florete ind. F            |
| Marco Fichera Enrico Garozzo Paolo Pizzo Andrea Santarelli    | Esgrima           | Espada por eqs. M         |
| Odette Giuffrida                                              | Judo              | –52 kg F                  |
| Rachele Bruni                                                 | Natación          | 10 km F                   |
| Tania Cagnotto Francesca Dallapé                              | Saltos            | Trampolín 3 m sincro. F   |
| Giovanni Pellielo                                             | Tiro              | Foso M                    |
| Marco Innocenti                                               | Tiro              | Doble foso M              |
| Chiara Cainero                                                | Tiro              | Skeet F                   |
| Equipo                                                        | Voleibol          | Torneo M                  |
| Daniele Lupo Paolo Nicolai                                    | Vóley playa       | Torneo M                  |
| Equipo                                                        | Waterpolo         | Torneo F                  |
| Bronce                                                        |                   |                           |
| Elisa Longo Borghini                                          | Ciclismo en ruta  | Ruta F                    |
| Frank Chamizo                                                 | Lucha libre       | 65 kg M                   |
| Gabriele Detti                                                | Natación          | 400 m libre M             |
| Gabriele Detti                                                | Natación          | 1500 m libre M            |
| Germain Chardin Dorian Mortelette                             | Remo              | Dos sin timonel (M2-) M   |
| Domenico Montrone Matteo Castaldo Matteo Lodo Giuseppe Vicino | Remo              | 4 sin timonel (M4-) M     |
| Tania Cagnotto                                                | Saltos            | Trampolín 3 m F           |
| Equipo                                                        | Waterpolo         | Torneo M                  |